# Sound Pieces
Sound Pieces è un album di Oliver Nelson, pubblicato dalla Impulse! Records nel 1966.

## Tracce

### Lato A
1. Sound Piece for Jazz Orchestra – 9:36 (Oliver Nelson) – Registrato il 28 settembre del 1966 a Los Angeles (California)
2. Flute Salad – 2:44 (Oliver Nelson) – Registrato il 28 settembre del 1966 a Los Angeles (California)
3. The Lady from Girl Talk – 4:50 – Registrato il 27 settembre del 1966 a Los Angeles (California)

### Lato B
1. The Shadow of Your Smile – 9:39 (Johnny Mandel, Paul Francis Webster) – Registrato il 7 settembre del 1966 a New York
2. Patterns – 6:20 (Oliver Nelson) – Registrato il 7 settembre del 1966 a New York
3. Elegy for a Duck – 6:19 (Oliver Nelson) – Registrato il 7 settembre del 1966 a New York

### Edizione CD del 1991, pubblicato dalla GRP/Impulse! Records
1. Sound Pieces for Jazz Orchestra – 9:36 (Oliver Nelson)
2. Flute Salad – 2:44 (Oliver Nelson)
3. The Lady from Girl Talk – 4:50 (Oliver Nelson)
4. The Shadow of Your Smile – 9:39 (Johnny Mandel, Paul Francis Webster)
5. Patterns – 6:19 (Oliver Nelson)
6. Elegy for a Duck – 6:19 (Oliver Nelson)
7. Straight, No Chaser – 8:54 (Thelonious Monk) – Bonus Track
8. Example Seventy Eight – 5:58 (Oliver Nelson) – Bonus Track

- Brani #7 e #8 registrati il 7 settembre del 1966 a New York

## Musicisti

### Brani A1 e A2
- Oliver Nelson – sassofono soprano, arrangiamenti, conduttore musicale
- John Audino – tromba
- Ollie Mitchell – tromba
- Al Porcino – tromba
- Conte Candoli – tromba
- Billy Byers – trombone
- Mike Barone – trombone
- Richard Leith – trombone, trombone basso
- Ernie Tack – trombone basso
- Bill Hinshaw – corno francese
- Richard Perissi – corno francese
- Red Callender – tuba
- Gabe Baltazar – sassofono alto, clarinetto, flauto alto
- Bill Green – piccolo, flauto, flauto alto, sassofono alto
- Bill Perkins – sassofono tenore, clarinetto basso, flauto, flauto alto
- Jack Nimitz – sassofono baritono, clarinetto basso
- Mike Melvoin – pianoforte
- Ray Brown – contrabbasso
- Shelly Manne – batteria

### Brano A3
- Oliver Nelson – sassofono soprano, arrangiamenti, conduttore musicale
- John Audino – tromba
- Ollie Mitchell – tromba
- Bobby Bryant – tromba
- Conte Candoli – tromba
- Dick Noel – trombone
- Mike Barone – trombone
- Richard Leith – trombone, trombone basso
- Ernie Tack – trombone basso
- Bill Hinshaw – corno francese
- Richard Perissi – corno francese
- Red Callender – tuba
- Gabe Baltazar – sassofono alto, clarinetto, flauto alto
- Bill Green – piccolo, flauto, flauto alto, sassofono alto
- Bill Perkins – sassofono tenore, clarinetto basso, flauto, flauto alto
- Jack Nimitz – sassofono baritono, clarinetto basso
- Victor Feldman – pianoforte
- Ray Brown – contrabbasso
- Shelly Manne – batteria

### Brani LP B1, B2 e B3 / CD # 7 e #8
- Oliver Nelson – sassofono soprano
- Steve Kuhn – pianoforte
- Ron Carter – contrabbasso
- Grady Tate – batteria